# Labastide-Beauvoir
Labastide-Beauvoir este o comună în departamentul Haute-Garonne din sudul Franței. În 2009 avea o populație de 1.075 de locuitori.

## Evoluția populației
| An        | 1975 | 1982 | 1990 | 1999 | 2006 | 2009  |
| --------- | ---- | ---- | ---- | ---- | ---- | ----- |
| Populație | 510  | 536  | 599  | 664  | 976  | 1.075 |